# 王洵才
王洵才，中国铁路工程专家，中华人民共和国政治人物。
```
王洵才(1897—1977)，字幼泉，养马岛镇马埠崖村人。唐山交通大学1920年土木工程毕业，康奈尔大学土木工程硕士学位。民国14年(1925)，留美回国供职，曾任济南铁路局某总段顾问工程师兼总段长，铁道部第五工程局副局长兼总工程师，重庆中央大学及北京大学工学院教授，济南铁路局副局长，山东省科学技术协会委员等职。曾被选为第一、二、三届全国人民代表大会代表。   
```

担任铁道部济南铁路管理局副局长兼总工程师。1954年，当选第一届全国人民代表大会代表。